# Serica semicincta
Serica semicincta är en skalbaggsart som beskrevs av Walker 1859. Serica semicincta ingår i släktet Serica och familjen Melolonthidae. Inga underarter finns listade i Catalogue of Life.